# تومي بانكس (سياسي)
تومي بانكس (بالإنجليزية: Tommy Banks)‏ هو موزع وعازف الجاز وعازف بيانو وسياسي كندي، ولد في 17 ديسمبر 1936 في كالغاري في كندا، وتوفي في 25 يناير 2018 في ألبرتا في كندا بسبب ابيضاض الدم. حزبياً، نشط في الحزب الليبرالي الكندي. وقد انتخب عضو مجلس الشيوخ الكندي.